# 蜜桃成熟時 (1993年)
《蜜桃成熟时》是一部1993年上映的香港三級片，高志森翻拍自1977年的同名德國電影《蜜桃成熟時》，從構思劇本至完成製作只用了四星期，為了狙擊李麗珍第一部三級片《愛的精靈》。此片以1230万港元票房收入居分级制度实行以来三级片票房排名第16位。

## 剧情简介
富家女Jane高中暑假期间被父母安排往英國深造英文。她将机票转送友人Amy，悄悄前往男友John的住處，准备与其共度二人世界，但她发现男友John對她不忠，于是又愤然出走。在野外险遭强暴，侥倖逃脱。后遇到劇作家David，两人一见钟情，虽然情意綿綿，但因兩人觀念不合，又發生誤會，使他們發生口角並分離數日，但最後仍重修舊好。

## 系列
- 1997年 - 蜜桃成熟時1997（The Fruit Is Swelling）錢文錡執導，鍾真主演。
- 1999年 - 蜜桃成熟時3之蜜桃仙子（The Fruit Is Ripe）錢文錡執導，芳正主演。
- 2011年 - 蜜桃成熟時33D（The 33D Invader）錢文錡執導，吳晴晴主演。